# アサドゥッラー・サルワリ
アサドゥッラー・サルワリ（パシュトー語: اسد الله سروري、Assadullah Sarwari、1942年 - ）は、アフガニスタンの軍人、政治家、外交官。

## 経歴
ガズニー州出身。タジク人だが、自らをパシュトゥーン人とみなしている。
1962年、ヌール・ムハンマド・タラキーと知り合い、アフガニスタン人民民主党、ハルク派に加わる。ソ連の空軍学校を卒業し、1963年～1964年、ソ連に研修。
1973年のムハンマド・ダーウードのクーデターに参加し、カーブル警備司令となる。1973年～1976年、防空軍管理局長。1976年、陰謀への関与の嫌疑で予備役に編入される。
1978年の四月革命時、飛行機を自ら操縦して、大統領宮殿を爆撃した。1978年～1979年9月、秘密警察AGSA長官。1979年9月14日、ハフィーズッラー・アミーンとタラキーの対立時、タラキーを支持して解任される。
- 1980年初め - 副首相、革命会議副議長、アフガニスタン人民民主党中央委員会政治局員
- 1980年8月17日 - バブラク・カールマルと対立し、駐モンゴル大使に左遷される。
- 1981年7月11日 - 政治局から除籍
- 1986年7月10日 - 中央委員会から除籍

1980年代末、大使のポストを離れて、数回アフガニスタンに帰国しようと試みた。1988年まで駐南イエメン大使。1990年3月、インドに移る。シャフナワーズ・タナイ国防相の反乱への関与で起訴された。
1992年、ムジャーヒディーン政権樹立後、アフガニスタンに帰国したが、アフマド・シャー・マスードの保安機関により逮捕された。サルワリは、住民虐殺の嫌疑で起訴された。裁判は、2005年12月に始まり、2008年10月に結審した。サルワリには、懲役19年が言い渡された。

## パーソナル
妻帯、3児を有する。